# Inés Enríquez de Castilla
Inés Enríquez de Castilla (m. c. 1443). Dama y religiosa castellana, fue hija ilegítima del rey Enrique II de Castilla y de Juana de Cárcamo.
Fue abadesa del Convento de Santa Clara la Real (Toledo) entre 1393 y 1443, y algunos historiadores han destacado que a pesar del paso del tiempo las monjas de ese cenobio no han olvidado «ni la gran labor realizada por doña Inés, ni su interesante personalidad», aunque también señalan que su biografía es inseparable de la de su hermana, Isabel Enríquez, que fue monja y abadesa del mismo convento.

## Orígenes familiares
Algunos autores señalan que, al igual que su hermana Isabel, fue hija ilegítima del rey Enrique II de Castilla y de Juana de Cárcamo, pero en siglos pasados otros afirmaron que se desconocía la identidad de su madre, y el padre Enrique Flórez, por su parte, tampoco mencionó el nombre de la misma en el tomo II de sus Memorias de las Reinas Católicas.
Inés Enríquez era nieta por parte paterna del rey Alfonso XI de Castilla y de su amante, Leonor de Guzmán, y fue medio hermana por parte de padre, entre otros, del rey Juan I de Castilla y de Fadrique de Castilla, que fue duque de Benavente y murió preso en el castillo de Almodóvar del Río en 1414.

## Biografía

### Inés Enríquez y el convento de Santa Clara la Real de Toledo

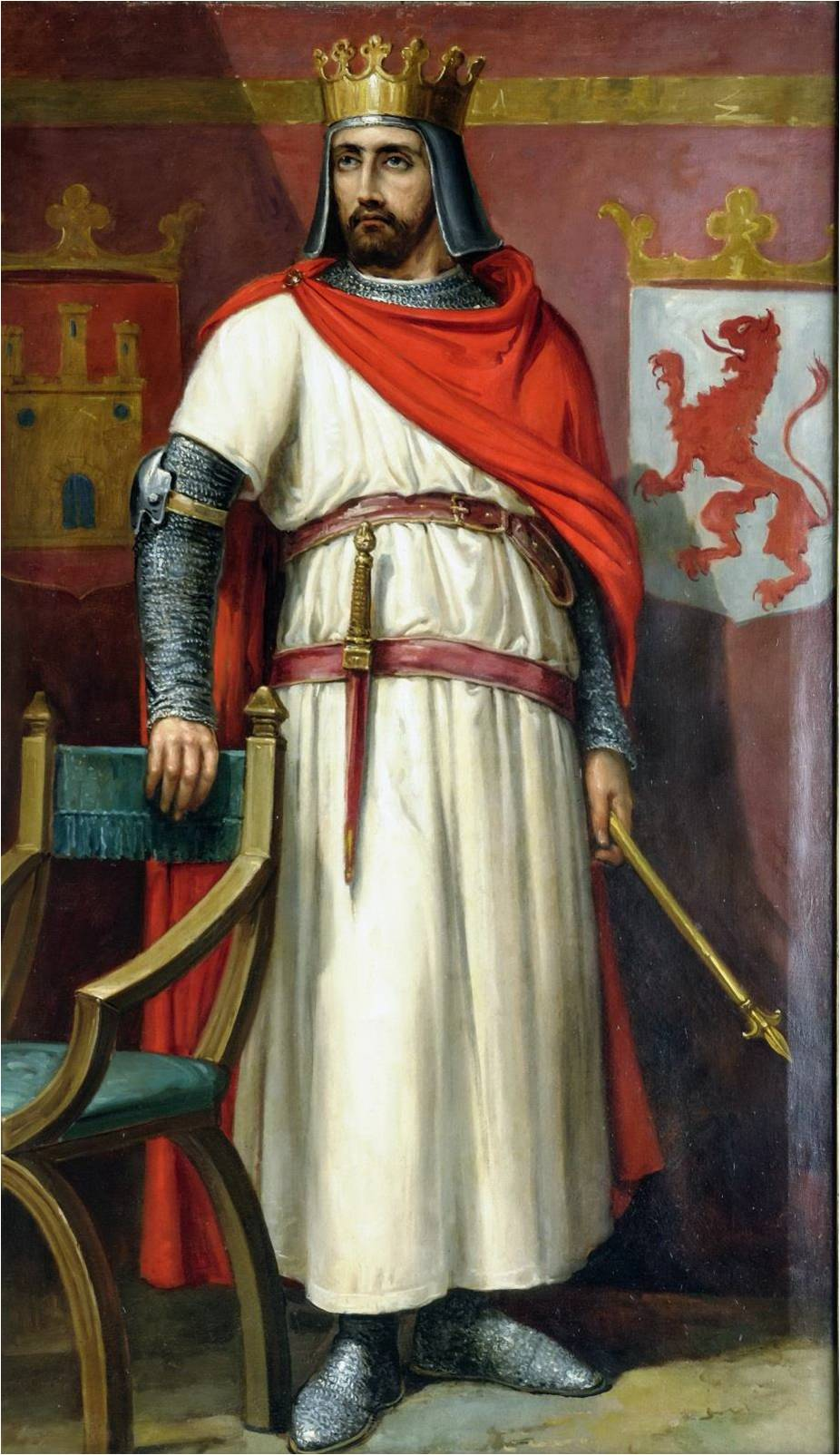
Retrato imaginario de Enrique II de Castilla. José María Rodríguez de Losada. (Ayuntamiento de León).

Se desconoce su fecha de nacimiento. Hacia 1370, aunque otros autores afirman que fue en 1375, tanto ella como su hermana Isabel profesaron como religiosas en el convento de Santa Clara de Toledo, que era uno de los más destacados de la ciudad, y aunque se desconoce la fecha exacta en que ambas tomaron los hábitos en él, sí hay constancia de que en 1376 ya lo habían hecho, y de que desde 1372 el convento comenzó a llamarse de «Santa Clara la Real».
La dote que Inés e Isabel Enríquez entregaron al convento consistió en 100.000 maravedíes de renta, 35 cahices de pan de renta, y numerosas joyas, dinero y obras de arte, entre las que figuraba la imagen conocida como el Cristo de las Infantas. Y en el Libro de Memorias del convento de Santa Clara la Real consta que «el dicho Señor D. Henrrique de buena Memoria dio por la dote (de sus hijas) 50 dineros por la Señora Dª. Innés y 17 caizes de trigo (en Renta) y por la Señora Dª. Isabel otros 50 dineros y 17 caizes de trigo», lo que coincide por lo manifestado por otros autores, que afirmaron que la dote legada al convento toledano por ambas hermanas fue cuantiosa.
El convento de Santa Clara de Toledo atravesaba una grave crisis económica en esos momentos, ya que había más de 70 monjas sin incluir a las novicias, y en el reino de Castilla había una grave inflación que elevó enormemente los precios, por lo que la «generosa» dote aportada al convento por las hijas de Enrique II contribuyó a aliviar la situación financiera del cenobio y permitió que éste pudiera adquirir dos casas que estaban junto a él. Además, tanto Inés Enríquez como su hermana Isabel llegaron a ser abadesas del convento de Santa Clara la Real de Toledo, que poseía el privilegio de custodiar las llaves de la ciudad de Toledo por las noches.
El 8 de enero de 1376 Enrique II expidió en la ciudad de Sevilla un privilegio rodado por el que instituía un señorío jurisdiccional y solariego de encomienda regia a favor del convento de Santa Clara la Real de Toledo, y con dicho privilegio el rey no solamente protegía y garantizaba la cuantiosa dote que había proporcionado a sus hijas al ingresar en él, sino a todo el patrimonio que poseía el convento, que recibió además el título de «real», siendo el único que lo poseía en la ciudad de Toledo junto con el monasterio de Santo Domingo el Real. Y dicho privilegio fue confirmado por los inmediatos sucesores de Enrique II, y así lo hicieron Juan I en 1379, por Enrique III en 1393, y por Juan II en 1442, es decir, aproximadamente un año antes de la muerte de Inés Enríquez.
En el convento se celebraban todos los años un aniversario con misa, vigilia y responso cantados en memoria del rey Enrique II, que había protegido siempre al convento y estimaba mucho a las monjas clarisas, y de su esposa Juana Manuel de Villena, hija del célebre magnate Don Juan Manuel. Además, tanto Enrique II como su esposa estimaban profundamente a los frailes franciscanos, y ambos fueron sepultados en la capilla de los Reyes Nuevos de la catedral de Toledo. Y en su testamento, dicho monarca cedió a sus hijas 36.000 maravedíes de renta, siendo 16.000 de ellos para su hija Inés y los 20.000 restantes para su otra hija, Isabel, y el rey dispuso que a la muerte de ambas esos 36.000 maravedíes de renta serían para el convento de Santa Clara.
 

La historiadora María Luisa Pérez de Tudela subrayó el hecho de que en 1387, durante el reinado de Enrique III, que era sobrino carnal de Inés Enríquez, se produjo en el convento de Santa Clara la Real el «hecho excepcional» de que fueron elegidas sucesivamente abadesas del mismo Inés Enríquez y su hermana Isabel, aunque la misma historiadora señaló que siempre fue Inés la que «institucionalmente» ostentó desde 1387 el cargo de abadesa, y de que desde 1393 todos los documentos fueron firmados por Inés y posteriormente aprobados o confirmados por su hermana Isabel. No obstante, esta última debió fallecer hacia 1420, ya que el último documento en el que es mencionada data de 1419.

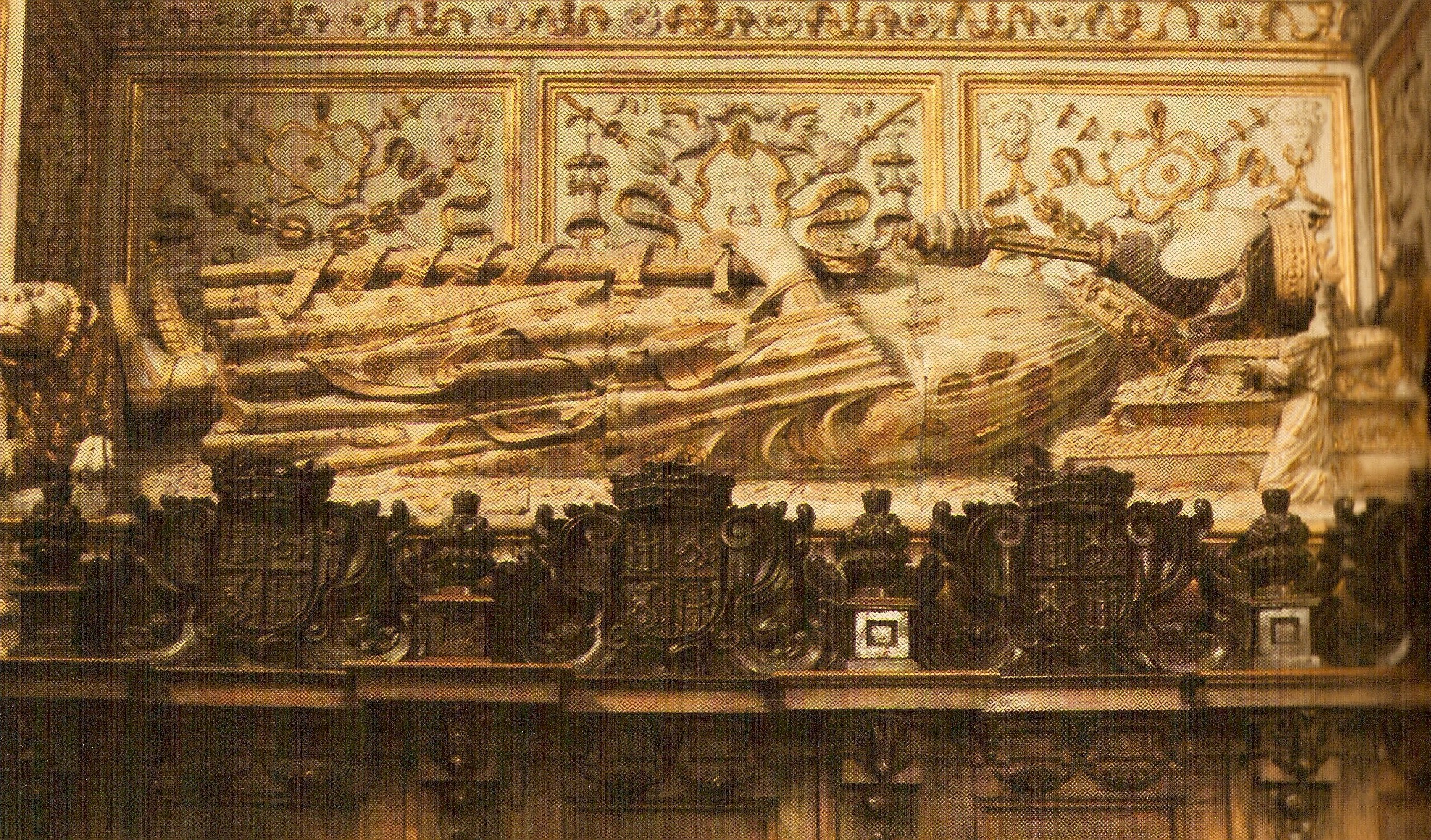
Sepulcro del rey Enrique II de Castilla en la capilla de los Reyes Nuevos de la catedral de Toledo.

Inés Enríquez fue abadesa del convento de Santa Clara la Real de Toledo desde 1393, año en que el papa Clemente VII emitió una bula que le permitía ser elegida para ejercer dicho cargo a pesar de ser hija ilegítima. Y la historiadora María Luisa Pérez de Tudela señaló que el extenso periodo en el que Inés Enríquez fue la abadesa del convento, y que se prolongó hasta alrededor de 1443, en que falleció, fue el de su «máximo esplendor», ya que a la protección que los reyes Juan I, Enrique III y Juan II otorgaron al mismo se sumaron otros privilegios y exenciones otorgados por los papas o por las autoridades eclesiásticas de la época, y las numerosas donaciones de particulares que el convento recibió en bienes inmuebles y raíces y en ornamentos y otros objetos destinados a las ceremonias religiosas.
Inés Enríquez, ayudada y aconsejada por su hermana Isabel y por las discretas del convento de Santa Clara, era la encargada de gobernar el convento y de administrarlo, de velar por los intereses financieros del mismo, ya que fue ella quien se encargó de conseguir para el mismo numerosos privilegios por parte de los monarcas castellanos, y también de suscribir todos los documentos o escrituras notariales relacionados con el mismo.
Enrique III de Castilla legó en su testamento cien mil maravedíes a las hermanas Inés e Isabel Enríquez, a quienes llamó en dicho documento tías suyas, y el rey Juan II también dejó ciertas «mandas» a las mismas en su testamento y un juro perpetuo procedente de las alcabalas de la ciudad de Toledo. Y al igual que las abadesas que las sucedieron, Inés Enríquez y su hermana Isabel embellecieron, adornaron y ampliaron el convento de Santa Clara la Real así como sus claustros y dependencias, y en algunas de sus partes colocaron sus propios escudos de armas y los de su padre, el rey Enrique II.
 

El escudo de armas de Inés Enríquez, que fue colocado sobre su tumba en el convento de Santa Clara la Real y en otras partes del mismo edificio, fue dibujado por Mario Arellano García y otros autores en un artículo que publicaron en 1991 sobre los testimonios heráldicos presentes en las iglesias, conventos y monasterios de Toledo. Y dicho escudo, que fue dibujado y descrito por los autores mencionados anteriormente, consistía en un cuartelado en aspa o frange del escudo de Castilla y León, y era idéntico al escudo de armas que según el heraldista Faustino Menéndez Pidal de Navascués utilizó el duque Enrique de Castilla, que era medio hermano de Inés Enríquez como hijo ilegítimo de Enrique II y de la dama cordobesa Juana de Sousa. Y según ese heraldista, cabe la posibilidad de que Inés Enríquez comenzara a usar ese escudo cuando murió su hermano Enrique.

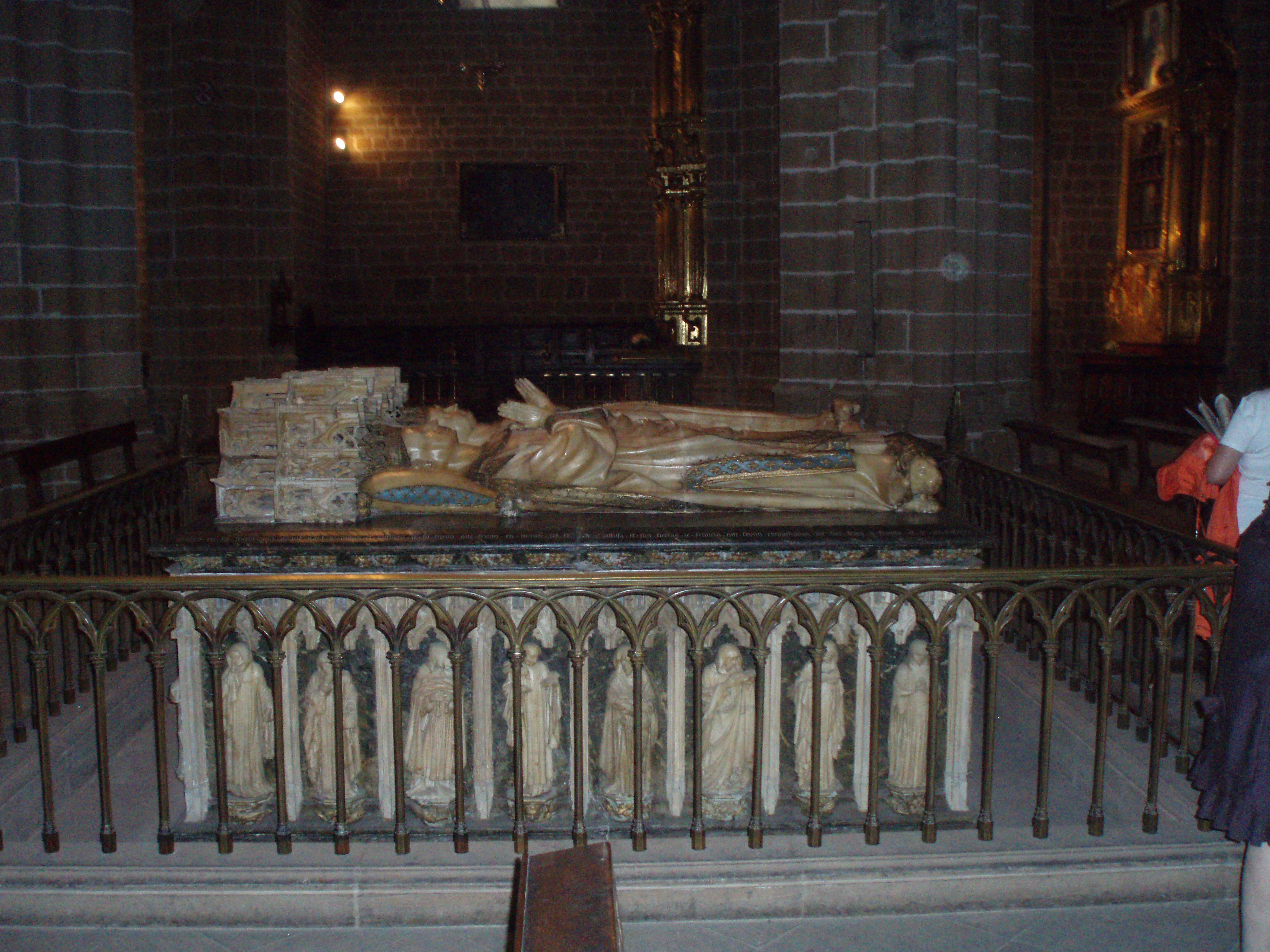
Sepulcro de los reyes Carlos III de Navarra y Leonor de Trastámara. (Catedral de Pamplona).

El papa Clemente VII expidió una bula el 1 de abril de 1394, en la ciudad de Aviñón, por la que a petición del difunto rey Enrique II de Castilla eximía al convento de Santa Clara la Real de abonar el tributo de las décimas parroquiales. Y también hay constancia de que Inés Enríquez mantuvo un pleito con su hermana paterna Leonor de Trastámara, que era reina consorte de Navarra por su matrimonio con Carlos III, por causa de ciertos bienes que la dama Inés de Ayala, señora de Pinto e hija de Pedro Suárez de Toledo, había cedido al convento de Santa Clara la Real y que la reina Leonor reclamaba por considerarse la heredera legítima de dicha dama. Sin embargo, la abadesa Inés Enríquez consiguió que el pleito se resolviera a favor de su convento, y se acordó que Inés de Ayala seguiría recibiendo hasta su muerte el usufructo de todos esos bienes, aunque cuando falleciera éstos pasarían, por juro de heredad, al convento de Santa Clara, y la tenacidad de Inés Enríquez al defender los derechos de su convento llevó a la historiadora María Luisa Pérez de Tudela a señalar que debió ser una mujer «firme y decidida», y también «carismática y vocacional», ya que las obras que realizó en el convento lo convirtieron en un complejo «capaz y suntuoso» en el que podrían vivir las numerosas religiosas, dueñas y novicias que lo habitaban.
Las abadesas Inés e Isabel Enríquez y su pariente fray Juan Enríquez, que era el visitador del convento de Santa Clara la Real y llegaría a ser posteriormente obispo de Lugo, solicitaron el 31 de septiembre de 1395 al Tribunal del Subsidio que dicho convento quedara exento de abonar el tributo del Subsidio, y el tribunal, basándose en una bula que el papa Clemente VII había concedido al mencionado cenobio en 1394, falló a favor del convento y les eximió de abonarlo.
Por otra parte, conviene señalar que a pesar de que Inés e Isabel eran hijas ilegítimas o bastardas, estaban muy orgullosas de su ascendencia regia, y según algunos autores tuvieron el «cinismo» de suscribir numerosos documentos en calidad de hijas legítimas de Enrique II. Además, en algunos documentos ambas recibían el título de «altezas», y en el convento de Santa Clara se las llamaba infantas, y María Luisa Pérez de Tudela señaló que tal vez hicieron eso por las bulas que el papa Martín V emitió a su favor.
En 1416 el papa Martín V comisionó a Antonio, obispo de Concordia, para que absolviera a la abadesa Inés Enríquez de cualquier «censura en que hubiera incurrido», aunque dicho prelado encomendó esa misión al guardián del convento de San Francisco de Toledo. Y ese mismo año el pontífice también comisionó al arcediano de Toledo para que aprobase y confirmase la licencia que había sido concedida a la abadesa Inés Enríquez de poder designar al visitador de su convento, que debería ser un franciscano, y que le había sido otorgada por fray Antonio, que era el general de la Orden de los frailes menores.

### El «encierro» de Beatriz Enríquez
Aunque hay múltiples versiones sobre el asunto, algunos autores señalan que Fadrique Enríquez de Castilla, duque de Arjona y conde de Trastámara e hijo del conde Pedro Enríquez de Castilla, comunicó al papa Martín V que, debido al afecto que profesaba a las abadesas Inés e Isabel Enríquez, había accedido a que su hermana Beatriz Enríquez, que tenía unos ocho años de edad, fuera «educada honestamente e instruida», aunque solamente durante algunos días, por las monjas de Santa Clara la Real de Toledo, aunque con la condición expresa de que no pronunciaría los votos de religiosa en dicho convento ni tomaría los hábitos.

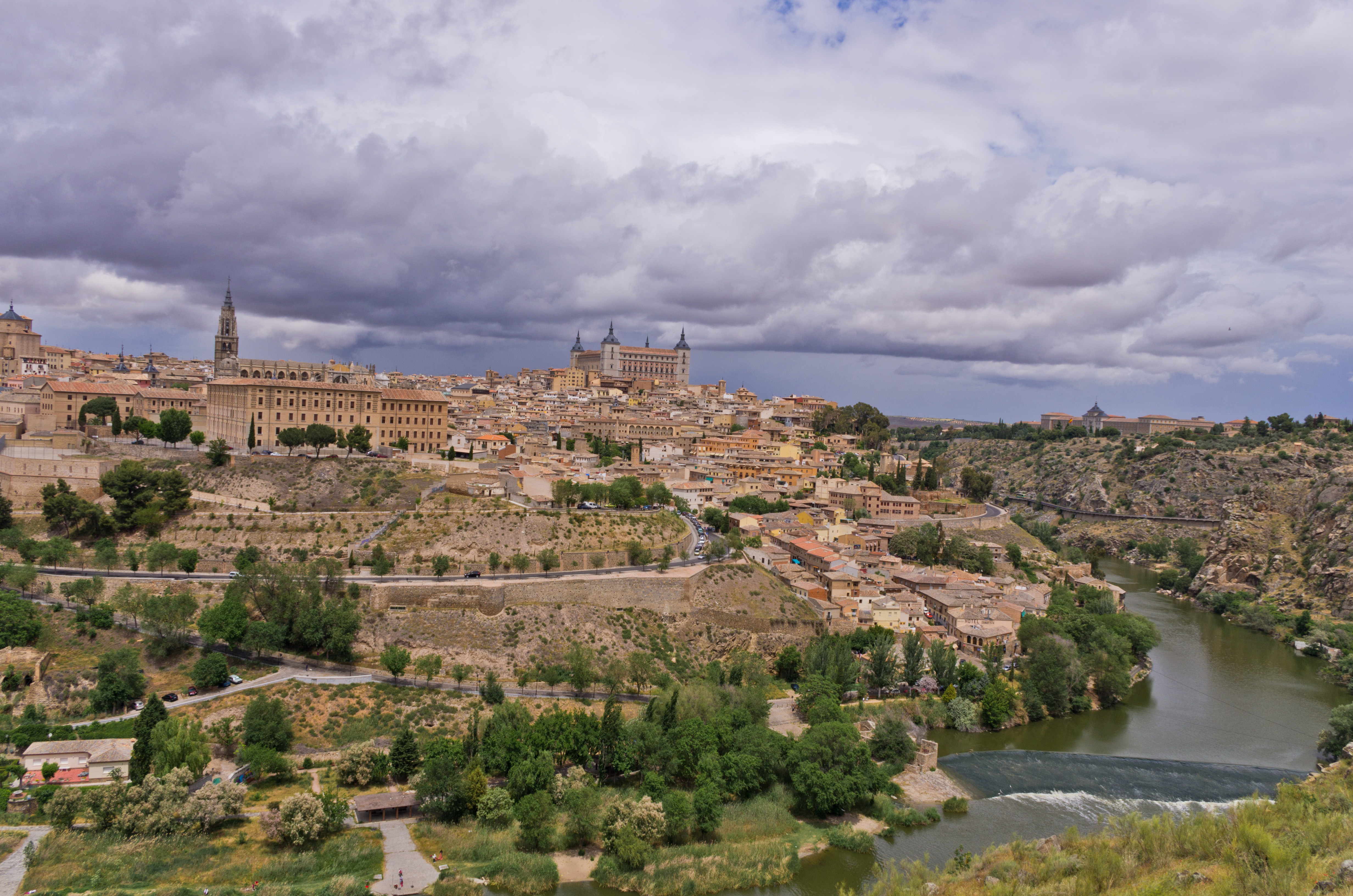
Vista general de la ciudad de Toledo.

No obstante, y debido a la larga ausencia del duque Fadrique Enríquez, las religiosas del convento y las hermanas Inés e Isabel Enríquez persuadieron a Beatriz Enríquez para que vistiera el hábito de las clarisas, y al final ella, tras muchos ruegos y súplicas por parte de aquellas accedió a su petición, y después de haber permanecido en el convento durante más de dos años, al final las monjas obligaron a Beatriz a que pronunciara sus votos tras haberla mantenido encerrada contra su voluntad. Sin embargo, el duque Fadrique se opuso a ello y comunicó al papa Martín V que su hermana deseaba abandonar el convento, y le solicitó que se realizara una investigación acerca de lo ocurrido. Y el pontífice, mediante la bula Humilibus supplicum votis, emitida en la ciudad de Florencia el 2 de octubre de 1419, ordenó al deán de la catedral de Segovia que cuando se hubiera comprobado la veracidad de lo que le habían comunicado debería tomar a Beatriz Enríquez bajo su protección para que abandonara el convento de Santa Clara y fuera llevada a otro cenobio de monjas clarisas o de otra orden.
Y el papa también dispuso que si era cierto que Beatriz Enríquez había pronunciado los votos en contra de su voluntad podría renunciar a los hábitos y a la vida religiosa y sería libre para poder volver a la vida seglar y casarse. No obstante, conviene señalar que la historiadora María Luisa Pérez de Tudela afirmó en su tesis doctoral que en esta época el convento de Santa Clara de Toledo se vio envuelto en dos asuntos de este tipo, ya que por un lado se dio el caso de Beatriz, la hermana del duque Fadrique Enríquez, y por otro hubo otra joven también llamada Beatriz que era hija de Pedro Enríquez, conde de Trastámara, y que a ambas se les obligó a tomar los hábitos en contra de su voluntad, pero en otra parte de su tesis afirmó que en realidad las dos jóvenes llamadas Beatriz fueron sobrinas del duque Fadrique Enríquez y del conde Pedro Enríquez.
No obstante, otros historiadores afirmaron que el caso del «encierro» de Beatriz Enríquez no ocurrió en Santa Clara de Toledo, sino en el convento de Santa Clara de Valladolid, y otros señalaron que tuvo lugar en el monasterio de las Huelgas de Burgos, aunque el historiador Alfonso Franco Silva señaló que hay constancia de que el encierro de Beatriz se produjo en el convento de Santa Clara la Real de Toledo. Y, por otra parte, algunos de los historiadores que vincularon este asunto con el convento de Santa Clara de Valladolid afirmaron erróneamente que Inés Enríquez, la hija ilegítima de Enrique II, no fue abadesa de Santa Clara la Real de Toledo, sino del de Santa Clara de Valladolid, y también que fue el duque Fadrique Enríquez quien, con la complicidad de la abadesa Inés Enríquez, obligó a su hermana Beatriz a tomar el hábito de las clarisas y a permanecer en el convento durante varios años hasta que un día «se desnudó los ávitos a la vista de la Abadesa y monjas, y se salió del monasterio ayudada de algún pariente», que según el historiador Eduardo Pardo de Guevara y Valdés debió ser su tío, el almirante de Castilla Alfonso Enríquez. Y Alfonso Franco, por otra parte, también afirmó que el ingreso de Beatriz Enríquez en las clarisas de Toledo se produjo en 1424, cuando ella tenía 17 años de edad, a pesar de que la bula del papa Martín V en relación con el asunto de Beatriz está fechada en octubre de 1419, es decir, unos cinco años antes de lo manifestado por dicho autor.

### Últimos años y muerte
En su testamento, fray Juan Enríquez, obispo de Lugo, cedió buena parte de sus bienes al convento de Santa Clara la Real, en cuyo coro fue sepultado según numerosos historiadores, y para que éste pudiera utilizarlos y disponer de ellos «canónicamente», la abadesa Inés Enríquez solicitó al papa que emitiera una bula con ese propósito, ya que el sucesor de fray Juan en la sede de Lugo, Fernando de Palacios, había reclamado esos bienes y pronunciado una sentencia de excomunión contra todos los beneficiarios de los mismos, aunque el papa Martín V resolvió el pleito a favor del convento toledano y el día 18 de siciembre de 1418 otorgó con ese propósito una bula en Mantua.
Antes de morir, Inés y su hermana Isabel fundaron una memoria en su convento de Santa Clara la Real de Toledo, al que legaron todos los bienes que poseían en Huendas y que consistían en 807 fanegas de tierra y 124 estadales, que deberían producirle al convento 5.000 maravedíes de renta anuales y ocho gallinas, a fin de que las clarisas de Toledo rogasen a Dios por el alma de sus padres y por las suyas propias.
Inés Enríquez debió fallecer hacia 1443 o poco después, ya que el último documento que suscribió data de ese año, aunque otros autores indican que su muerte debió ocurrir hacia 1445. Fue sucedida en el cargo de abadesa del convento de Santa Clara la Real por su sobrina Juana Enríquez, que ya aparece ejerciéndolo en un documento de 1445 y era hija, como demostró Jesús Antonio González Calle, del conde Alfonso Enríquez y de Inés de Soto y nieta del rey Enrique II de Castilla, aunque otros historiadores, basándose en lo afirmado por Balbina Martínez Caviró, señalaron que Juana Enríquez era hija del almirante Alonso Enríquez y de Juana de Mendoza y bisnieta del rey Alfonso XI de Castilla, aunque las conclusiones de Martínez Caviró en lo concerniente a esta abadesa fueron desmentidas por González Calle.

## Sepultura
El cadáver de Inés Enríquez recibió sepultura en el llamado coro de las monjas del convento de Santa Clara la Real de Toledo, y sus restos mortales reposan en la actualidad bajo una losa de pizarra negra adornada con su escudo de armas y con una inscripción muy deteriorada por el transcurso de los siglos. Y junto a su tumba está situada la de su hermana, Isabel Enríquez.
Y en el coro del mismo convento también están sepultados otros tres miembros de la realeza castellana, siendo uno de ellos Fadrique Enríquez de Castilla, que fue duque de Arjona y bisnieto de Alfonso XI de Castilla, otra la abadesa Juana Enríquez, y por último fray Juan Enríquez, que fue obispo de Lugo y bisnieto de Alfonso XI y cuyo sepulcro es una de las obras escultóricas más destacadas del convento.